# Cristian Dros
Cristian Dros (ur. 15 kwietnia 1998 w Bielcach) – mołdawski piłkarz, występujący na pozycji pomocnika w białoruskim klubie Sławija Mozyrz oraz w reprezentacji Mołdawii.

## Kariera
Na podstawie:
| Klub                      | Miasto    | Debiut                                                            | Sukcesy                   | Mecze w międzynarodowych pucharach |
| ------------------------- | --------- | ----------------------------------------------------------------- | ------------------------- | ---------------------------------- |
| FC Bălți                  | Bielce    | 28 listopada 2014 Dacia Kiszyniów 3:0 FC Bălți                    | - Puchar Mołdawii 2015/16 | FC Bălți 1:1 Górnik Zabrze         |
| SSU Politehnica Timișoara | Timișoara | 23 lutego 2019 CS Luceafărul Oradea 0:0 SSU Politehnica Timișoara | –                         | –                                  |
| FK Spartaks Jurmała       | Jurmała   | 26 lipca 2020 FK Spartaks Jurmała 2:0 FK Metta                    | –                         | –                                  |
| Sławija Mozyrz            | Mozyrz    | 18 lipca 2021 Sławija Mozyrz 1:1 Isłacz Minski Rajon              | –                         | –                                  |

## Statystyki

### Klubowe[2][3]
(aktualne na dzień 22 czerwca 2023)
| Klub                      | Sezon   | Liga                     | Liga  | Liga   | Puchar krajowy | Puchar krajowy | Kontynentalne | Kontynentalne | Suma  | Suma   |
| Klub                      | Sezon   | Liga                     | Mecze | Bramki | Mecze          | Bramki         | Mecze         | Bramki        | Mecze | Bramki |
| ------------------------- | ------- | ------------------------ | ----- | ------ | -------------- | -------------- | ------------- | ------------- | ----- | ------ |
| FC Bălți                  | 2014/15 | Divizia Națională        | 7     | 0      | 0              | 0              | –             | –             | 7     | 0      |
| FC Bălți                  | 2015/16 | Divizia Națională        | 1     | 0      | 0              | 0              | –             | –             | 1     | 0      |
| FC Bălți                  | 2016/17 | Divizia Națională        | 9     | 1      | 0              | 0              | 0             | 0             | 1     | 0      |
| FC Bălți                  | 2017/18 | Divizia Națională        | 22    | 0      | 0              | 0              | –             | –             | 22    | 0      |
| FC Bălți                  | 2018/19 | Divizia Națională        | 0     | 0      | 0              | 0              | 1             | 0             | 1     | 0      |
| FC Bălți                  | Łącznie | Łącznie                  | 39    | 1      | 0              | 0              | 1             | 0             | 40    | 1      |
| SSU Politehnica Timișoara | 2018/19 | Liga II                  | 12    | 0      | 0              | 0              | –             | –             | 12    | 0      |
| SSU Politehnica Timișoara | 2019/20 | Liga II                  | 16    | 0      | 2              | 0              | –             | –             | 18    | 0      |
| SSU Politehnica Timișoara | Łącznie | Łącznie                  | 28    | 0      | 2              | 0              | 0             | 0             | 30    | 0      |
| FK Spartaks Jurmała       | 2020    | Latvijas futbola 1. līga | 18    | 0      | 2              | 0              | –             | –             | 20    | 0      |
| FK Spartaks Jurmała       | 2021    | Latvijas futbola 1. līga | 11    | 0      | 0              | 0              | –             | –             | 11    | 0      |
| FK Spartaks Jurmała       | Łącznie | Łącznie                  | 29    | 0      | 2              | 0              | 0             | 0             | 31    | 0      |
| Sławija Mozyrz            | 2021    | Wyszejszaja liha         | 15    | 0      | 1              | 0              | –             | –             | 26    | 9      |
| Sławija Mozyrz            | 2022    | Wyszejszaja liha         | 27    | 1      | 2              | 0              | –             | –             | 29    | 1      |
| Sławija Mozyrz            | 2023    | Wyszejszaja liha         | 9     | 0      | 2              | 0              | –             | –             | 11    | 0      |
| Sławija Mozyrz            | Łącznie | Łącznie                  | 51    | 1      | 5              | 0              | 0             | 0             | 56    | 1      |
| Sławija Mozyrz            | Łącznie | Łącznie                  | 147   | 2      | 9              | 0              | 1             | 0             | 157   | 2      |

### Reprezentacyjne[4]
(aktualne na dzień 23 maja 2023)
| Występy i gole w reprezentacji | Występy i gole w reprezentacji | Występy i gole w reprezentacji | Występy i gole w reprezentacji | Występy i gole w reprezentacji | Występy i gole w reprezentacji | Występy i gole w reprezentacji | Występy i gole w reprezentacji | Występy i gole w reprezentacji |
| Lp.                            | Data                           | Miasto                         | Przeciwnik                     | Wynik                          | Czas                           | Gole                           | Inne                           | Rozgrywki                      |
| ------------------------------ | ------------------------------ | ------------------------------ | ------------------------------ | ------------------------------ | ------------------------------ | ------------------------------ | ------------------------------ | ------------------------------ |
| 1.                             | 09.01.2020                     | Doha                           | Szwecja                        | 0:1 (0:1)                      | 1'–90'                         |                                |                                | mecz towarzyski                |
| 2.                             | 12.11.2020                     | Kiszyniów                      | Rosja                          | 0:0                            | 90+1'–90+2'                    |                                |                                | mecz towarzyski                |
| 3.                             | 15.11.2020                     | Kiszyniów                      | Grecja                         | 0:2 (0:2)                      | 71'–90'                        |                                |                                | Liga Narodów UEFA              |
| 4.                             | 03.06.2021                     | Paderborn                      | Turcja                         | 0:2 (0:0)                      | 56'–90'                        |                                |                                | mecz towarzyski                |
| 5.                             | 06.06.2021                     | Kiszyniów                      | Azerbejdżan                    | 1:0 (1:0)                      | 1'–90'                         |                                |                                | mecz towarzyski                |
| 6.                             | 01.09.2021                     | Kiszyniów                      | Austria                        | 0:2 (0:1)                      | 1'–90'                         |                                |                                | Eliminacje MŚ 2022             |
| 7.                             | 04.09.2021                     | Glasgow                        | Szkocja                        | 0:1 (0:1)                      | 46'–90'                        |                                |                                | Eliminacje MŚ 2022             |
| 8.                             | 07.09.2021                     | Tórshavn                       | Wyspy Owcze                    | 1:2 (0:0)                      | 1'–60'                         |                                |                                | Eliminacje MŚ 2022             |
| 9.                             | 09.10.2021                     | Kiszyniów                      | Dania                          | 0:3 (0:4)                      | 62'–90'                        |                                | 86'                            | Eliminacje MŚ 2022             |
| 10.                            | 12.10.2021                     | Beer Szewa                     | Izrael                         | 1:2 (0:1)                      | 1'–64'                         |                                |                                | Eliminacje MŚ 2022             |
| 11.                            | 12.11.2021                     | Kiszyniów                      | Szkocja                        | 0:2 (0:1)                      | 1'–61'                         |                                |                                | Eliminacje MŚ 2022             |
| 12.                            | 15.11.2021                     | Klagenfurt am Wörthersee       | Austria                        | 1:4 (0:2)                      | 1'–90'                         |                                | asysta                         | Eliminacje MŚ 2022             |
| 13.                            | 03.06.2022                     | Vaduz                          | Liechtenstein                  | 2:0 (1:0)                      | 57'–90'                        |                                |                                | Liga Narodów UEFA              |
| 14.                            | 06.06.2022                     | Andora la Vella                | Andora                         | 0:0                            | 1'–46'                         |                                | 65'                            | Liga Narodów UEFA              |
| 15.                            | 20.06.2023                     | Kiszyniów                      | Polska                         | 3:2 (0:2)                      | 1'–46'                         |                                |                                | Eliminacje EURO 2024           |

## Osiągnięcia
Na podstawie:

### Klubowe
(aktualne na dzień 22 czerwca 2023)
- Puchar Mołdawii 2015/16

### Reprezentacyjne
(aktualne na dzień 22 czerwca 2023)
Brak ważniejszych osiągnięć.